# Tony Daley
Anthony Mark "Tony" Daley (født 18. oktober 1967 i Birmingham, England) er en tidligere engelsk fodboldspiller, der spillede som forsvarsspiller. Han var på klubplan primært tilknyttet Aston Villa, hvor han spillede i ti år. Han spillede desuden syv kampe for Englands landshold, som han repræsenterede ved EM i 1992 i Sverige.